# Sam Uhrdin
Samuel (Sam) Uhrdin,  född 25 november 1886 i Tasbäck, Siljansnäs socken, död 4 februari 1964 i Stockholm, var en svensk målare och grafiker.

## Biografi
Sam Uhrdin utbildade sig först till yrkesmålare och reste 1903 till Stockholm för att vidareutbilda sig inom måleriyrket. På dagarna arbetade han som målare medan kvällarna tillbringades vid olika aftonskolor. Han reste 1906 till Amerika för att arbeta som skyltmålare men kom huvudsakligen att arbeta som tapetserare. Han lämnade Amerika 1908 och återkom till Leksand via London och Paris 1909. Nu uppmärksammades hans konstnärliga anlag och med hjälp av några mecenater kunde han börja studera vid Konstakademien 1911 och sporadiskt vid Althins målarskola i Stockholm. På grund av ekonomiska förhållanden blev hans studietid kort dessutom hade hans skicklighet som porträttmålare givit honom många porträttbeställningar som tog tid från studierna. Han fick 1921 ett stipendium från Konstakademin som gav honom möjlighet att genomföra en studieresa 1922 till Nederländerna, Belgien och Frankrike som han tvingade avbryta på grund av sin hustrus sjukdom. Han besökte senare bland annat Spanien och Portugal.
Genombrottet för Uhrdin blev porträttet av statsminister Nils Edén som han utförde 1919. Under 1921 avporträtterade han Svenska Akademiens ledamöter. Andra representanter för det officiella Sverige som avbildades av Uhrdin var bland andra Gustav V, Manne Siegbahn, Ludvig Stavenow samt biskoparna Gottfrid Billing och Einar Billing. Separat ställde han ut på Konstnärshuset i Stockholm 1932 och han medverkade bland annat i utställningen med Svenska konstnärernas förening i Stockholm 1917, Svensk konst på Valand-Chalmers i Göteborg 1923, Dalakonstnärer som visades på Liljevalchs konsthall 1936 och Nationalmuseums vandringsutställning Barnet i konsten 1965.
Uhrdin var en älskare av den gamla dalakulturen och i en timmerbyggnad i Tibble samlade han gamla föremål från Leksand såsom dräkter, möbler, bruksföremål som han senare använde som staffage i sina målningar. Han målade bland annat genremålningar, porträtt och landskap och miljöer, framförallt från Dalarna. Han var från 1935 ägare av Tibble herrgård utanför Leksand. Uhrdin finns representerad vid Nationalmuseum i Stockholm, Leksands konstgalleri, Uppsala universitet och i Leksands kyrka med den ofullbordade målningen Begravning i Leksand.

## Familj
Uhrdin var son till målarmästare och kurbitsmålaren Sam Uhr Uhrdin den äldre (1863-1941). Uhrdins första maka Rosa Tornblad (Giftermål 1915) födde deras första barn sonen Björn samma år och året därpå dottern Gerd som de förlorade året därpå (1917). Ytterligare ett år senare föddes dottern Ingegerd. 1919 flyttade familjen från Tibble by till Stockholm där hustrun Rosa födde sonen Lars 1920 och 1921 föddes Marianne följt 1923 av deras sista gemensamma dotter, Britt samtidigt som fruns hälsa vacklade varpå Sam gifte om sig med Erna Hanson 1927. Erna födde dottern Kerstin 1929 som hade ett kort äktenskap 1952–1954 med författaren Svante Foerster. 1933 kom deras andra barn tecknaren Per Uhrdin som är far till skulptören Hanna Beling.